# Monolithbildstock
Als Monolithbildstock (auch Monolith, fälschlicherweise Julius-Echter-Typus) wird ein in Franken verbreiteter Bildstocktyp bezeichnet, der im 16. und 17. Jahrhundert insbesondere im östlichen Territorium des Hochstifts Würzburg Aufstellung fand. Die Stiftung der Bildstöcke wurden von den Fürstbischöfen von Würzburg als Maßnahme der katholischen Gegenreformation gefördert.

## Geschichte
Monolithbildstöcke tauchen ab den 1520er Jahren in der Region zwischen Würzburg und Schweinfurt auf. Dabei spielte für die Typisierung und Benennung die Merkmale des Stocks eine bedeutende Rolle: Er wurde, anders als die meisten anderen Bildstöcke aus dem 16. und 17. Jahrhundert aus lediglich einem Stein gearbeitet. Die letzten monolithischen Bildstöcke datieren auf die 1620er bzw. 1630er. Obwohl die meisten Monolithbildstöcke nicht direkt von den Würzburger Fürstbischöfen gestiftet wurde, stehen die Martern mit den Ereignissen während deren Amtszeiten in Verbindung.

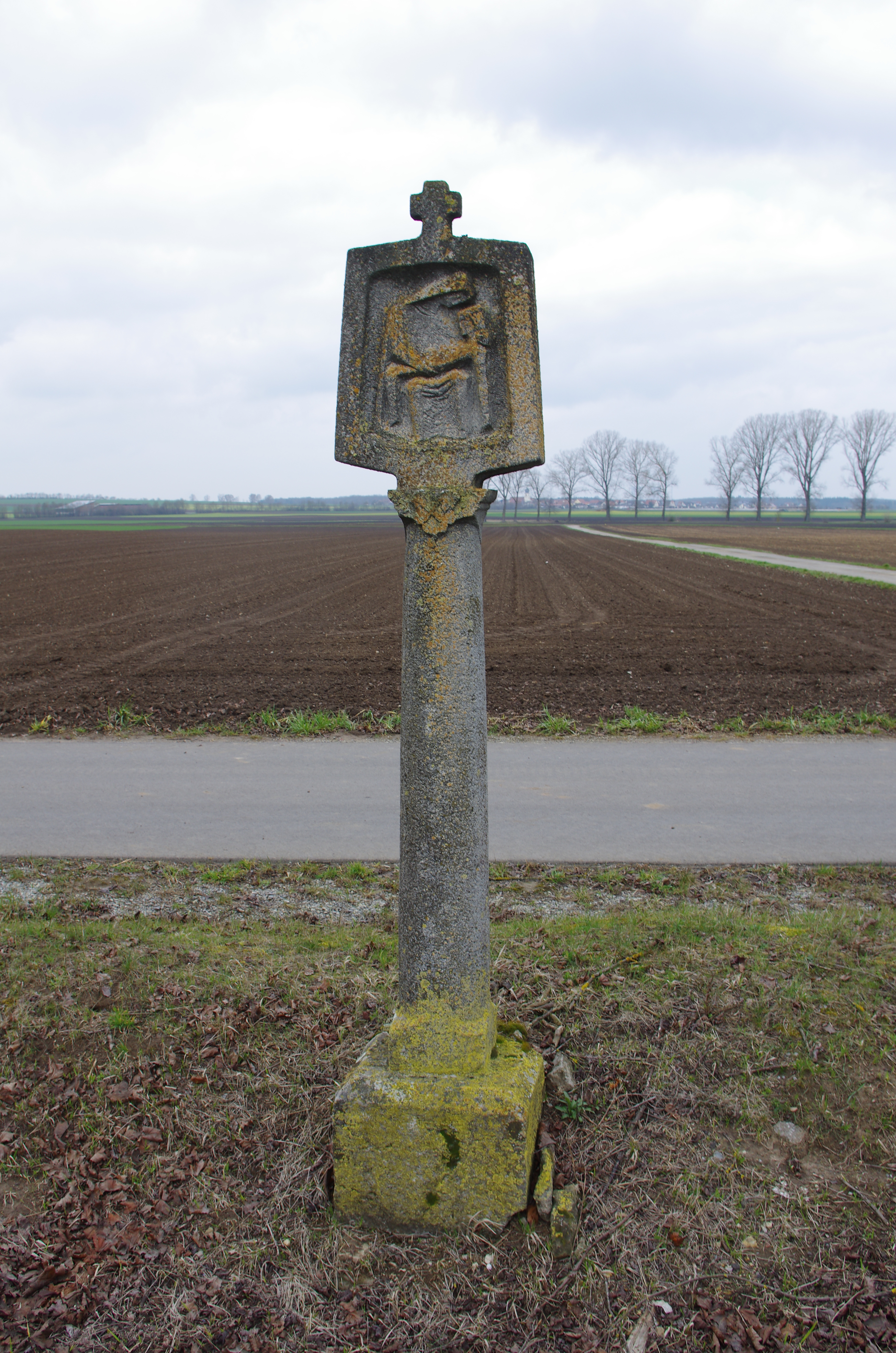
Reminiszenz an die Monolithbildstöcke von 1959 in Kolitzheim

Die meisten monolithischen Stöcke wurden in den Amtszeiten der beiden Fürstbischöfe Julius Echter von Mespelbrunn und seinem Nachfolger Johann Gottfried von Aschhausen gesetzt. Beide Diözesane trieben die Gegenreformation oder katholische Reform in ihrem Einflussbereich voran. Echter forcierte, nachdem weite Teile des ländlichen Kernraums seines Hochstifts im 16. Jahrhundert lutherisch geworden waren, den Bau neuer Pfarrkirchen, Amtshäuser und Stadtbefestigungen. 
Zentrum der Reformation im heutigen Unterfranken war die Reichsstadt Schweinfurt, die spätestens 1542 den neuen Glauben annahm. Mit dem Konfessionswechsel ging die Beseitigung der Flurdenkmäler und Bildstöcke einher, die als Ausdruck des alten Glaubens interpretiert wurden. Unklar ist, welche Anordnungen an die Untertanen der überwiegend katholischen Gebiete erging, allerdings ist gesichert, dass parallel zur Bildstockbeseitigung in Schweinfurt die Monolithbildstöcke im Hochstift aufgerichtet wurden. 
Hinzu kommt, dass die katholische Reform im Bistum Würzburg mit einem Wirtschaftsaufschwung einherging. Viele Menschen konnten es sich nun leisten, als Stifter eines Bildstocks in Erscheinung zu treten. Dabei traten nun vermehrt Steinmetze als ausführende Künstler in Erscheinung, die im ländlichen Raum lebten, nachdem sie ihre Lehre in den urbanen Bauhütten absolviert hatten. Mit dem Dreißigjährigen Krieg und der Besetzung des Hochstifts Würzburg durch die protestantischen Schweden endete die Aufstellungspraxis abrupt.
Die Erforschung der Monolithbildstöcke wurde ab den 1980er Jahren durch den Heimatforscher Harald Koppelt vorangetrieben. Der Bildstocktypus fand Eingang in die Denkmallisten des Bayerischen Landesamtes für Denkmalpflege, wobei hier häufig lediglich von „Monolith“ die Rede ist. Grund für die vertiefte Beschäftigung waren die großen Bestandsverluste, die seit der Flurbereinigung der 1970er Jahre die fränkischen Bildstöcke trafen. Die Tradition der Monolithbildstöcke wurde auch in späterer Zeit aufgegriffen. So erinnert eine 1959 geschaffene Marter in Kolitzheim in Form und Aufbau an die Bildstöcke der Gegenreformation.

## Beschreibung

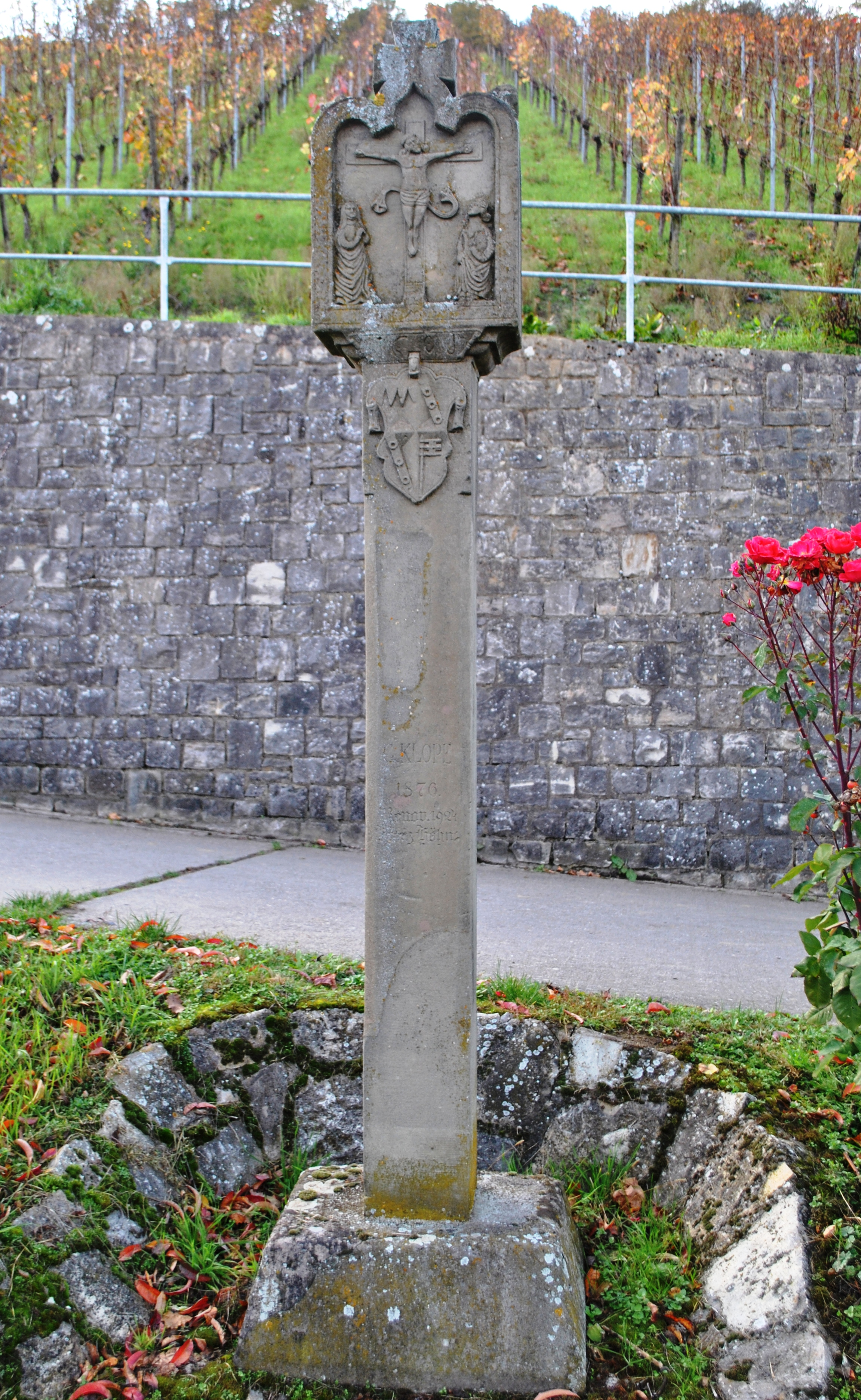
Der Bildstock von 1605 in Volkach-Köhler zeigt den typischen Aufbau der Monolithen

Der einheitliche und gleichartige Aufbau der Monolithbildstöcke ermöglicht ihre leichte Erfassbarkeit, weil Vertreter des Typs schnell erkannt werden können. Allerdings wurde der Monolith durch dieses „einheitliche Gepräge“ in der Bildstockforschung oftmals mit negativen Attributen wie „rückläufig“ im Vergleich zu den Vorgängern der Spätgotik in Verbindung gebracht. Zugleich wird der Monolithbildstock auch als „Grundtypus“ des fränkischen Bildstocks im Hochstift Würzburg des 16. Jahrhunderts bezeichnet.

### Aufbau
Die Monolithbildstöcke besitzen sehr massive Sockel, die in einen blockhaften, rechteckigen Aufsatz übergehen. Dabei ist bedeutsam, dass die Kopfteile nahezu in jedem Fall leicht nach vorne kragen. Die Sockel besitzen eine quadratische Basis, die im Übergangsbereich zum Schaft stark abgeschrägt wurden. Zur Aufnahme des Schafts wurden diese stark eingetieft oder gelocht. Hierdurch wird die Standfestigkeit des Kleindenkmals erhöht. Allerdings haben sich die Sockel nicht mehr bei jedem Stock erhalten, sodass heute unklar ist, ob jeder Bildstock mit einem solchen ausgestattet war.
Der Bildstockschaft wurde in vielen Fällen gefast und besitzt bei jedem Stock eine andere Länge. Seltener als die häufig vorkommenden Rechtecksäulen existieren runde Schäfte. Ein rundsäuliger Bildstock hat sich in Rieden bei Hausen im Landkreis Würzburg erhalten ⊙. Ein Wappen leitet häufig vom Schaft zum Aufsatz über, das einer Predella nachempfunden ist. Eine angedeutete Schriftrolle bildet den Anknüpfungspunkt auf der Aufsatzseite. Der Aufsatz besitzt vier Reliefseiten, die häufig von Reliefs oder Inschriften ausgefüllt werden. Nach oben hin schließt der Bildstock mit einem Bogen ab, darüber brachte man oft ein Kreuz an.

### Ikonographie und Heraldik
Das Hauptmotiv der Monolithbildstöcke ist die Darstellung der Kreuzigung Christi. Die Szene wird häufig von den beiden Assistenzfiguren Maria und Johannes eingerahmt. Die Verbindung zu großen Wallfahrtsorten des Spätmittelalters scheint bei der Verwendung des sogenannten Gnadenstuhls durch. Das Motiv wurde wohl von der Wallfahrt nach Sonntagberg in Österreich inspiriert, das von fränkischen Pilgern angelaufen wurde. Der Gnadenstuhl hat sich auf drei Bildstöcken in Zeuzleben und Herlheim erhalten.
Nur in Einzelfällen brachte man andere Motive an. Auf einem Stock in Wülfershausen wurde der heilige Andreas dargestellt. Hier wurde die Kreuzigung Christi jedoch auf den Schmalseiten des Aufsatzes angebracht. Auf die Gemarkung von Hergolshausen ist dagegen das Relief der Pietà beschränkt. Es hängt eventuell mit der Wallfahrt nach Dettelbach zusammen, die wenige Jahre zuvor durch Fürstbischof Julius Echter wiederbelebt worden war. Die Schmalseiten werden häufig von der Figur des heiligen Petrus eingenommen. Er wirbt als „Fels“ des alten Glaubens für die Ideen der Gegenreformation.
Auf vielen Bildstöcken wurden Wappen angebracht. Vor allem die Zeichen des jeweils regierenden, Würzburger Fürstbischof sind auf den Stöcken zu finden. Nur in Schwebenried und Langendorf wurden Engel als Schildhalter geschaffen. Der Regierungswechsel von 1574 ist am Bildstock von Obersfeld ablesbar, bei dem das Wappen von Friedrich von Wirsberg mit dem Wappen Julius Echter kombiniert wurde. Nur in Einzelfällen sind andere herrschaftliche Zeichen angebracht, wie das Wappen des Münsterschwarzacher Abtes Johannes IV. Burckhardt auf einem Stock in Sommerach belegt.
Seltener sind Pilgerzeichen an den Bildstöcken angebracht. Als solche können die Muschelmotive interpretiert werden, die sich beispielsweise auf einem Monolith in Geldersheim erhalten hat. Zugleich spielen auch bäuerliche Wappen eine große Rolle auf den Stöcken. Die Motive sind vielfältig: Das Rad, die Zugwaage, der Pflug und andere Schneidgeräte verweisen auf die bäuerliche Wirklichkeit. Der Pflug und seine Einzelteile sind die häufigsten Wappenmotive. Die Wappen zeigen meist die Berufe der Stifter.

## Verbreitung und Beispiele
In den 1980er Jahren wurden über 100 Exemplare der Monolithbildstöcke identifiziert. Allerdings hat sich dieser Bestand durch Verfall und Zerstörung seit dieser Zeit reduziert. Der Schwerpunkt des Bestandes findet sich im heutigen, unterfränkischen Landkreis Schweinfurt, wobei die Stöcke halbkreisförmig im Westen um die Stadt Schweinfurt Aufstellung fanden. Daneben sind Exemplare auch in den angrenzenden Landkreisen Haßberge, Kitzingen, Main-Spessart, Rhön-Grabfeld und Würzburg verteilt.
Weitere verwandte Bildstöcke haben sich auch weiter östlich erhalten. So wurden in Oberelldorf nahe dem oberfränkischen Seßlach 1605 drei monolithische Bildstöcke aufgestellt. Koppelt macht außerdem mehrere Vorgänger aus, die bereits um 1500 aufkamen. Die meisten Bildstöcke vereint die Gemeinde Kolitzheim im Landkreis Schweinfurt auf sich. Insgesamt sechs Steinmetzzeichen tauchen in bestimmten Bereichen vermehrt auf. So ist beispielsweise der Steinmetz Hanns Österreicher insbesondere im Raum um Werneck zu finden. Er arbeitete zwischen 1574 und 1594. 
- Kreuzigungsbildstock (Astheim, 1597) ⊙
- Kreuzigungsbildstock (Gaibach, 1579) ⊙
- Kreuzigungsbildstock (Geldersheim, 1522) ⊙
- Kreuzigungsbildstock (Grafenrheinfeld, 1619) ⊙
- Kreuzigungsbildstock (Köhler) ⊙
- Kreuzigungsbildstock (Sommerach, 1588) ⊙

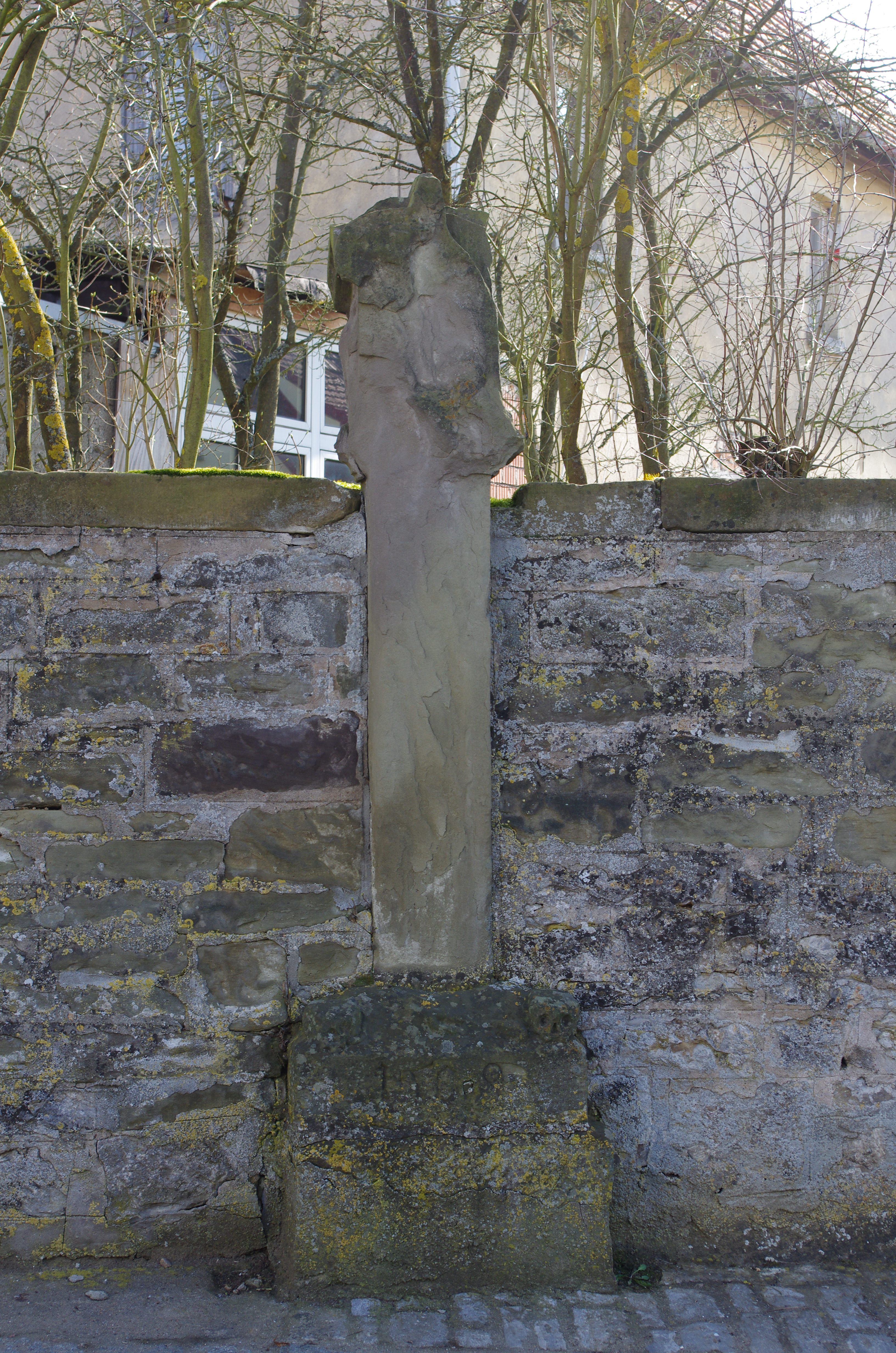
Der älteste erhaltene Monolith von 1508: Werneck-Eckartshausen ⊙
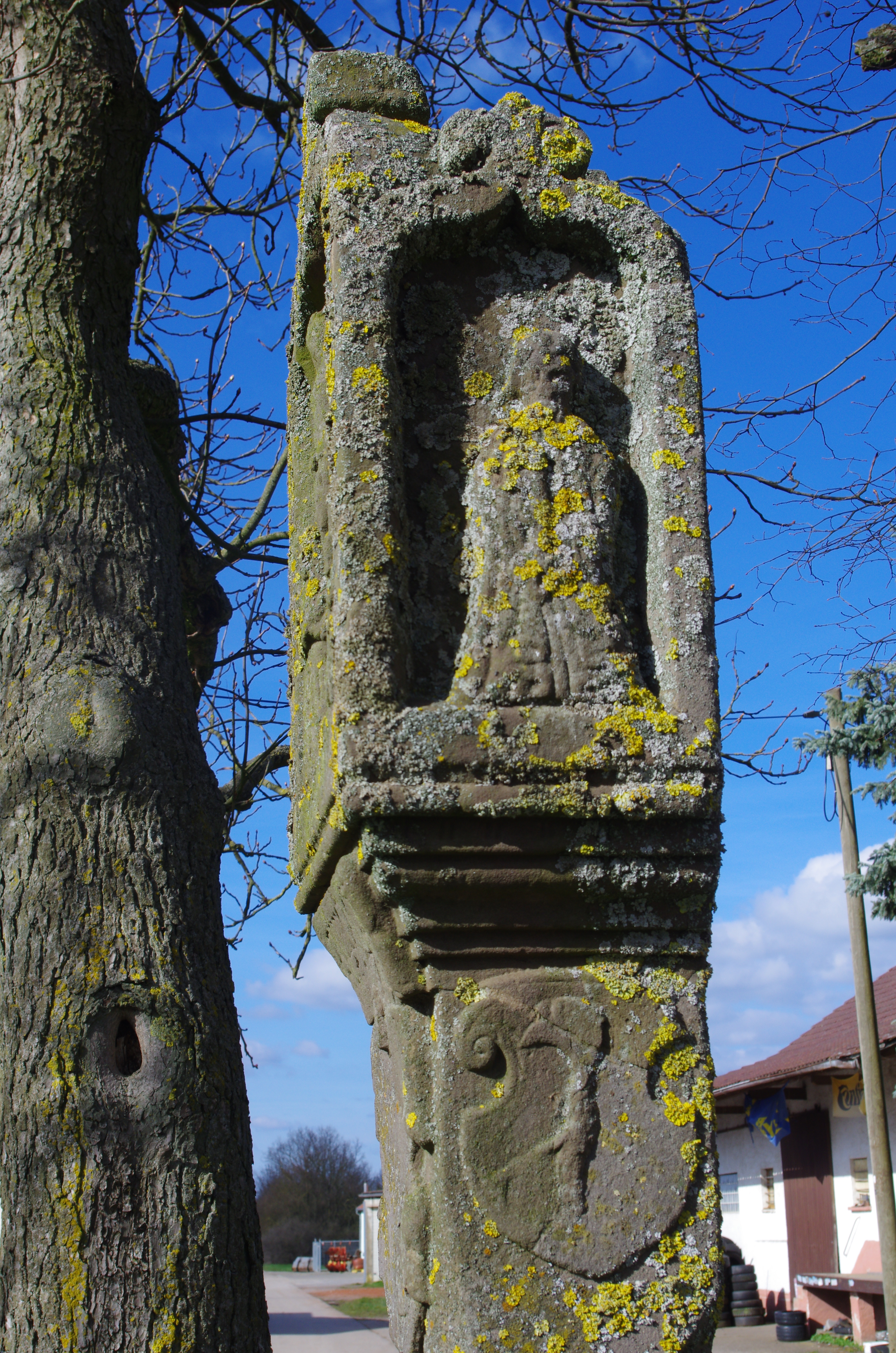
Bäuerliches Wappen und Heiligenrelief in Kolitzheim-Oberspiesheim, 1573 ⊙
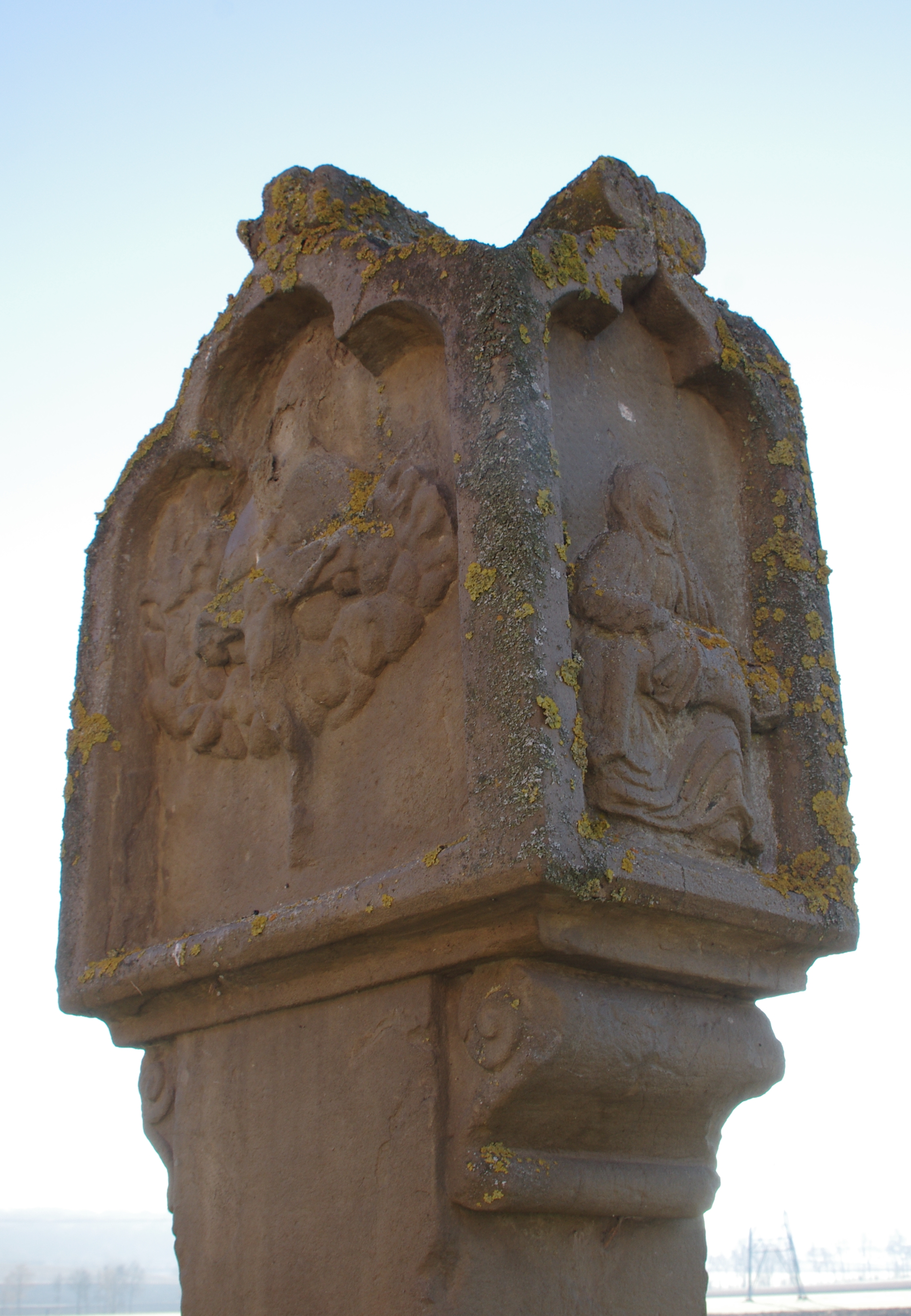
Bildstock in Zeuzleben mit der Darstellung des Gnadenstuhls, 1573 ⊙
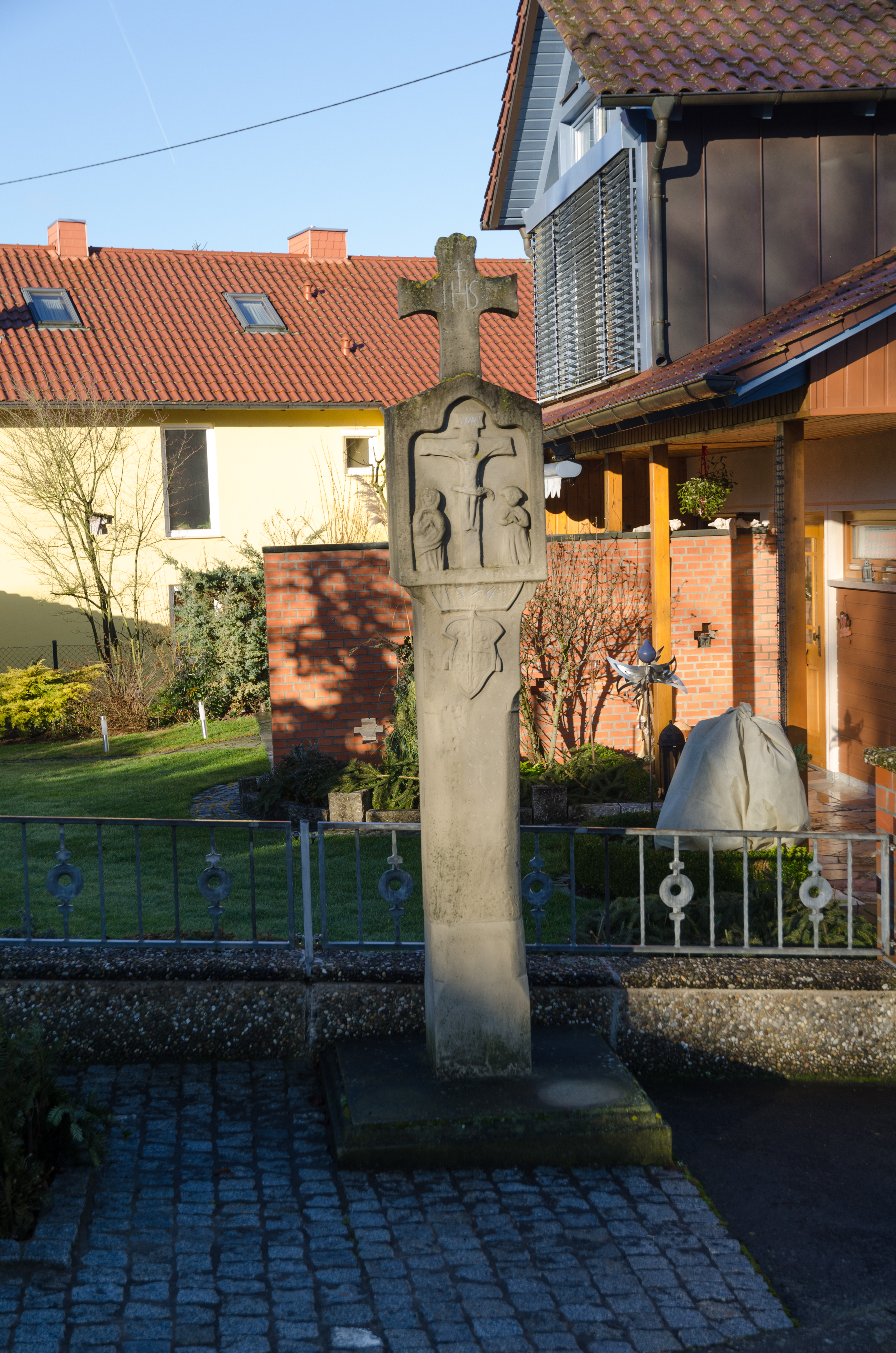
Monolith in Obersfeld, Landkreis Main-Spessart, 1574 ⊙
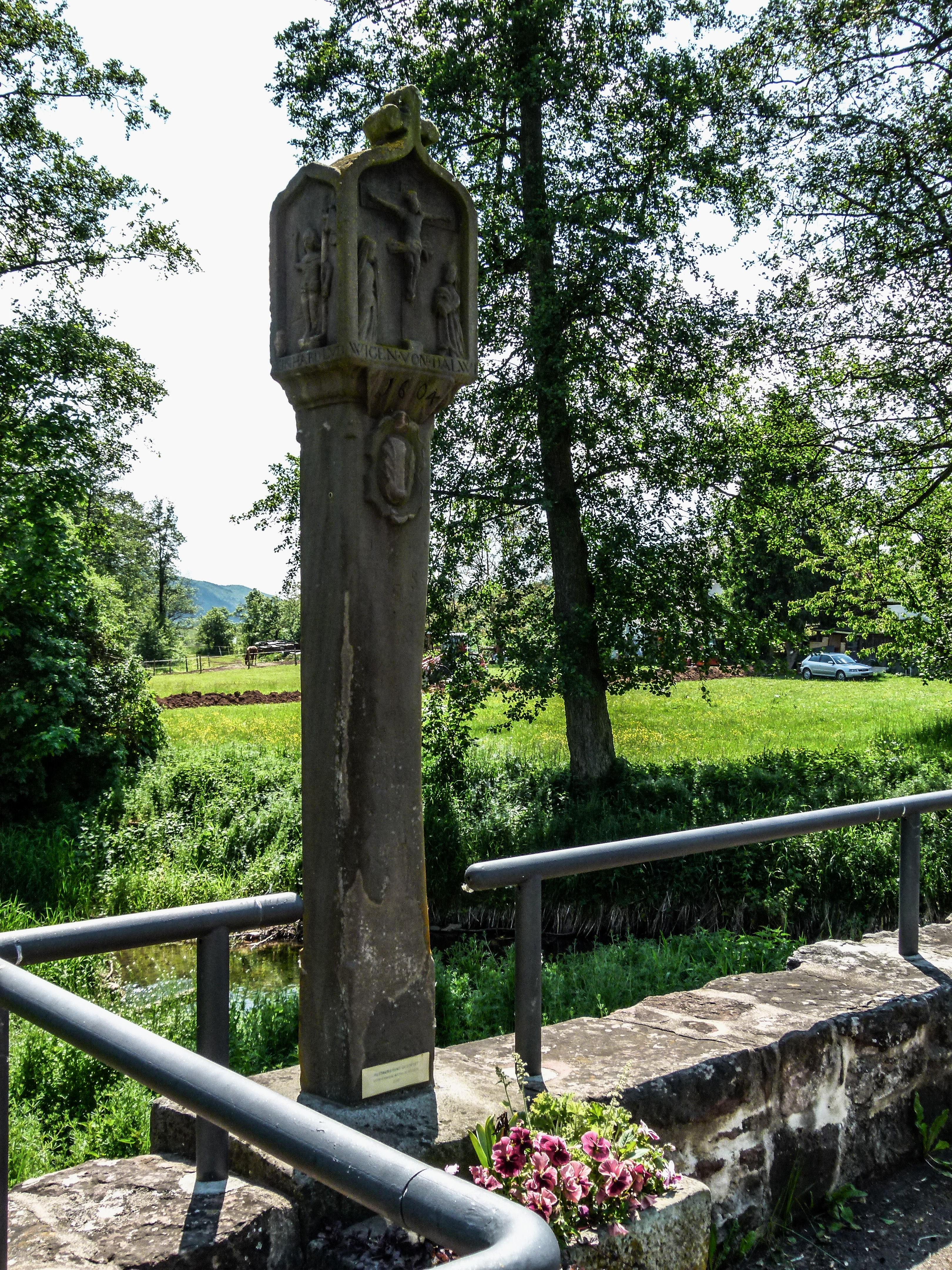
Bildstock von 1604 in Oberthulba-Thulba, Landkreis Bad Kissingen ⊙
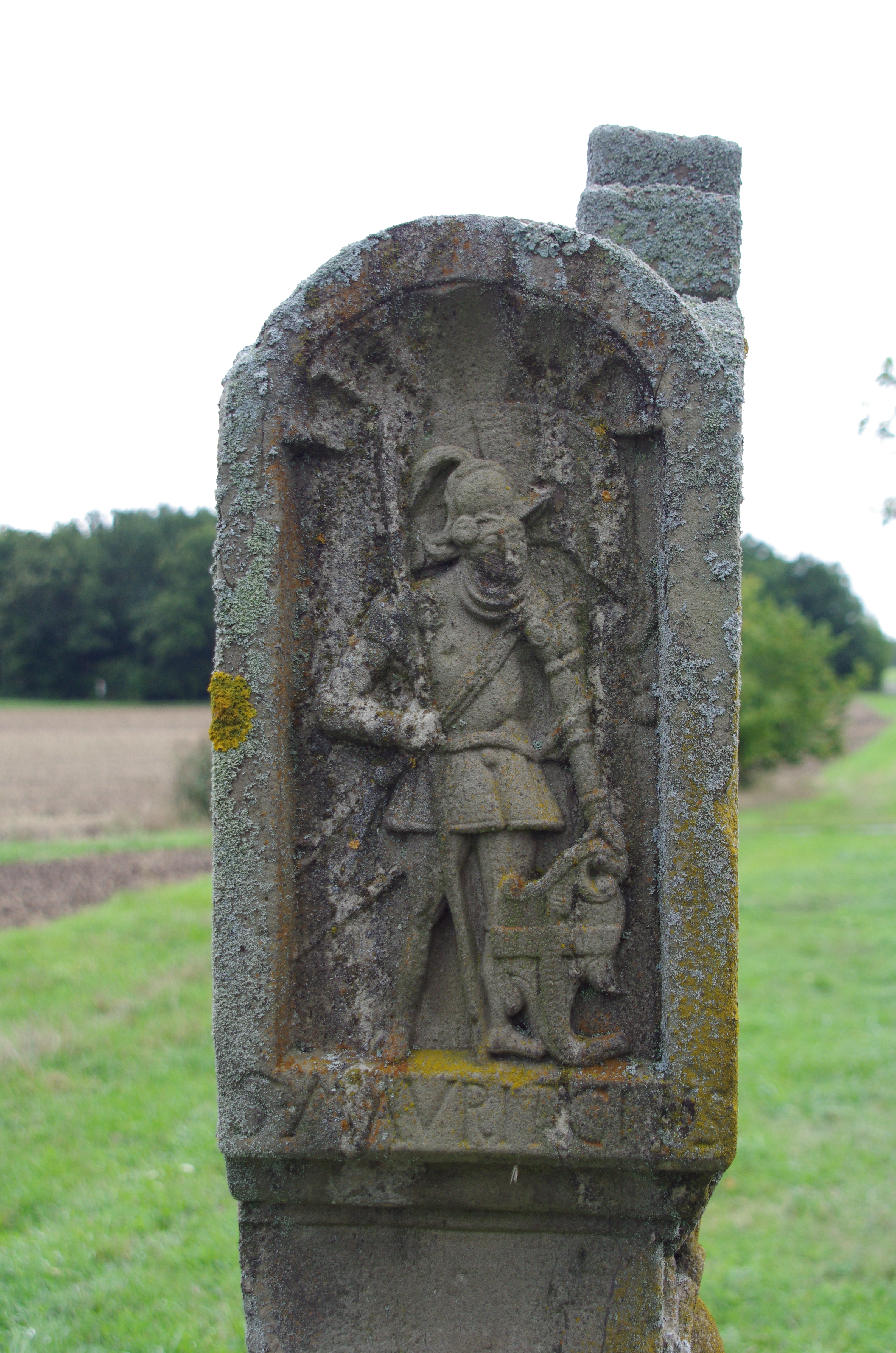
Darstellung des heiligen Mauritius in Röthlein-Heidenfeld, 1606 ⊙
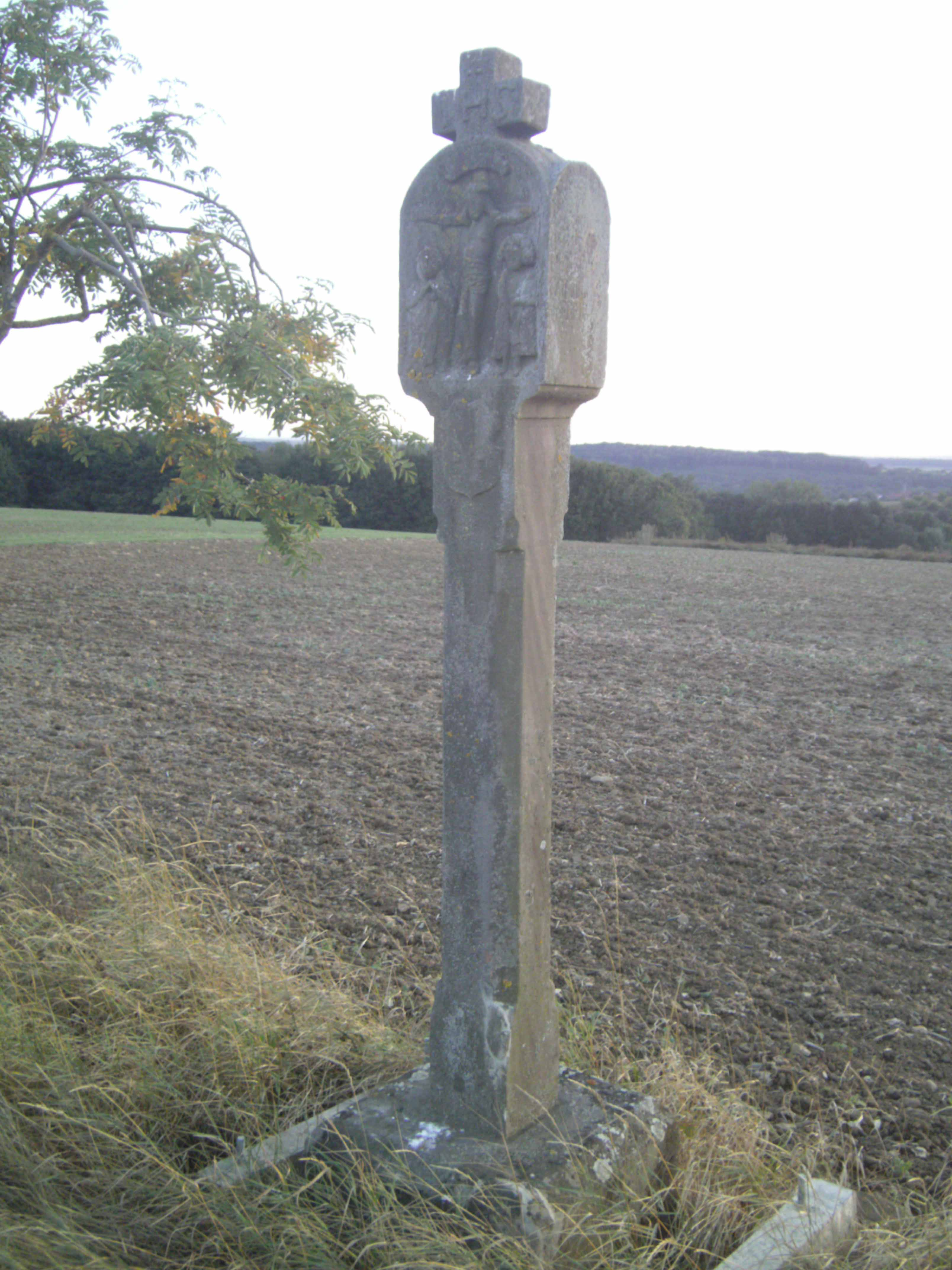
Der jüngste Vertreter der Monolithbildstöcke in Gädheim-Greßhausen, 1662 ⊙